# Campioni italiani assoluti di atletica leggera - Marcia 10 km femminile
Questa pagina raccoglie un elenco di tutte le campionesse italiane dell'atletica leggera nella marcia 10 km (su strada) e nella marcia 10000 metri (su pista).
I 10 km su strada entrarono a far parte del programma dei campionati nel 1984 e vi rimasero fino al 1998. Furono reintrodotti nell'edizione del 2012 e a partire dall'edizione del 2014. La stessa distanza su pista fu parte del programma nelle sole edizioni del 2011 e del 2013.

## Albo d'oro

### Marcia 10 km
| Anno      | Atleta (società)                                    | Prestazione           |
| --------- | --------------------------------------------------- | --------------------- |
| 1984      | Giuliana Salce Team Eclas                           | 49'30"                |
| 1985      | Maria Grazia Cogoli Fiamma Vicenza                  | 49'56"                |
| 1986      | Nadia Forestan VIS Abano                            | 50'10"                |
| 1987      | Ileana Salvador Fiamma Vicenza                      | 52'50"                |
| 1988      | Erica Alfridi Scala Azzurra Bordin                  | 52'26"                |
| 1989      | Ileana Salvador Fiamma Vicenza                      | 44'57"                |
| 1990      | Ileana Salvador Fiamma Vicenza                      | 45'04"                |
| 1991      | Annarita Sidoti Tyndaris Caleca                     | 43'37"                |
| 1992      | Ileana Salvador Sisport Fiat Snia                   | 43'31"                |
| 1993      | Ileana Salvador Sisport Fiat Snia                   | 43'09"                |
| 1994      | Elisabetta Perrone Snam Gas Metano                  | 44'03"                |
| 1995      | Elisabetta Perrone Gruppo Sportivo Forestale        | 43'41"                |
| 1996      | Rossella Giordano Fiat Sud Formia                   | 45'16"                |
| 1997      | Erica Alfridi Snam                                  | 42'38"                |
| 1998      | Rossella Giordano Fiat Sud Formia                   | 43'20"5               |
| 1999/2011 | Gara non in programma                               | Gara non in programma |
| 2012      | Eleonora Anna Giorgi Gruppo Sportivo Fiamme Azzurre | 45'19"                |
| 2013      | Gara non in programma                               | Gara non in programma |
| 2014      | Antonella Palmisano Gruppi Sportivi Fiamme Gialle   | 45'15"                |
| 2015      | Elisa Rigaudo Gruppi Sportivi Fiamme Gialle         | 43'08"                |
| 2016      | Valentina Trapletti Bracco Atletica                 | 44'41"                |
| 2017      | Eleonora Anna Giorgi Gruppo Sportivo Fiamme Azzurre | 43'56"95              |
| 2018      | Antonella Palmisano Gruppi Sportivi Fiamme Gialle   | 45'15"                |
| 2019      | Eleonora Anna Giorgi Gruppo Sportivo Fiamme Azzurre | 45'29"                |
| 2020      | Antonella Palmisano Gruppi Sportivi Fiamme Gialle   | 41'28"                |
| 2021      | Nicole Colombi Centro Sportivo Carabinieri          | 45'36"                |
| 2022      | Valentina Trapletti Centro Sportivo Esercito        | 44'25"                |
| 2023      | Valentina Trapletti Centro Sportivo Esercito        | 44'27"                |
| 2024      | Valentina Trapletti Centro Sportivo Esercito        | 43'54"                |
| 2025      | Federica Curiazzi Atletica Bergamo 1959 Oriocenter  | 43'48"                |

### Marcia 10000 m
| Anno | Atleta (società)                                      | Prestazione |
| ---- | ----------------------------------------------------- | ----------- |
| 2011 | Federica Ferraro Centro Sportivo Aeronautica Militare | 46'34"85    |
| 2013 | Elisa Rigaudo Gruppi Sportivi Fiamme Gialle           | 43'44"96    |